# Eommaga baramnatda
Eommaga baramnatda (엄마가 바람났다?, lett. "Mia mamma sta avendo una relazione"; titolo internazionale My Mother is Having an Affair) è una serie televisiva sudcoreana trasmessa su SBS dal 4 maggio al 23 ottobre 2020.

## Personaggi
- Oh Pil-jung, interpretata da Hyun Jyu-ni
- Kang Seok-jung, interpretato da Lee Jae-hwang
- Lee Eun-joo, interpretata da Moon Bo-ryung
- Kang Seok-hwan, interpretato da Kim Hyung-bum